# Vartiania musculus
Vartiania musculus is een vlinder uit de familie van de Houtboorders (Cossidae). De wetenschappelijke naam van de soort is voor het eerst gepubliceerd in 1912 door Lionel Walter Rothschild.
De lengte van de voorvleugel bedraagt 15 millimeter.
De soort komt voor in Turkmenistan en Oezbekistan.